# Callosa ciliata
Espèce
Callosa ciliata est une espèce d'araignées aranéomorphes de la famille des Linyphiidae.

## Distribution
Cette espèce est endémique du Yunnan en Chine,. Elle se rencontre à Baoshan dans le xian de Tengchong dans la grotte Luoshui.

## Description
Le mâle holotype mesure 2,60 mm et la femelle paratype 2,80 mm.

## Publication originale
- Zhao & Li, 2017 : Callosa gen. n., a new troglobitic genus from southwest China (Araneae, Linyphiidae). ZooKeys, no 703, p. 109-128 (texte intégral).